# 도망자 2
《도망자 2》(영어: U.S. Marshals)은 1998년에 개봉한 액션, 범죄, 스릴러 영화로 전편인 도망자의 속편이다.

## SBS 성우진 (2000년 9월 11일)
- 유강진 - 새뮤얼 제라드(토미 리 존스)
- 김준 - 마크 셰리던(웨슬리 스나입스)
- 홍시호 - 존 로이스(로버트 다우니 주니어)
- 이근욱 - 버트럼 램(패트릭 말라하이드)
- 문영래 - 그렉 콘로이(토니 피츠패트릭) / 형사(데이비드 커쉬너) / 스타크(로렌조 클레몬스) / 얼(레이 톨러)
- 성선녀 - 사반나 쿠퍼(라타나 리처드슨) / 마사(브렌다 피클만)
- 김환진 - 로버트 빅스(대니얼 로벅)
- 안경진 - 캐서린 월시(케이트 넬리건)
- 김창주 - 시안 첸(마이클 폴 챈) / 헨리(쟈니 리 데이븐포트)
- 강구한 - 코스모 렌프로(조 판톨리아노)
- 홍승섭 - 노아 뉴먼(톰 우드)
- 문선희 - 마리 비뉴(이렌느 야곱)
- 김수중 - 프랭크 배로즈 요원(릭 스나이더) / 비행기 조종사(스티브 킹)
- 주유랑 - 스타시아 벨라(발티테어 허시턴)
- 이주원

## 같이 보기
- 도망자 (1963년 드라마)